# (7230) Lutz
(7230) Lutz es un asteroide perteneciente al cinturón de asteroides, región del sistema solar que se encuentra entre las órbitas de Marte y Júpiter.
Fue descubierto el 12 de septiembre de 1985 por Edward Bowell desde la estación Anderson Mesa en el observatorio Lowell.

## Designación y nombre
Nombrado en honor a Barry L. Lutz (nacido en 1944), quien es profesor de física y astronomía y director del departamento de la Universidad del Norte de Arizona. Criado en el "Red Lion, PA" de HL Mencken, Lutz se dedicó a las ciencias astrofísicas, en las que ha aplicado su formación en espectroscopia molecular a objetos astronómicos que van desde cometas hasta planetas y estrellas. Fue responsable del descubrimiento del carbono diatómico en el medio interestelar, lo que proporcionó una importante confirmación de la química de iones y moléculas en las nubes interestelares. También fue codescubridor de la banda de Lutz-Dressler inducida por presión del nitrógeno molecular y del metano deuterado y el monóxido de carbono en la atmósfera de Titán.

## Características orbitales
Lutz está situado a una distancia media del Sol de 2,374 ua, pudiendo alejarse hasta 2,944 ua y acercarse hasta 1,803 ua. Su excentricidad es 0,240 y la inclinación orbital 3,141 grados. Emplea 1335,89 días en completar una órbita alrededor del Sol.

## Características físicas
La magnitud absoluta de Lutz es 14,01. 